# 陳永森
陳永森（1970年—），台灣都市更新研究者、教育家。出生於屏東縣鹽埔鄉，曾就讀屏東縣鹽埔鄉新圍國小、屏東縣立中正國民中學、國立臺南第一高級中學、國立中興大學法商學院、國立臺灣大學。現任國立屏東大學校長。

## 生平概要
陳永森在2022年出任國立屏東大學校長。任內推出大一必修《屏東學》課程，培養學生在地關懷、社會責任與國際視野。陳永森將「屏東事，就是屏大的事。」納入校務發展計畫。2024年獲頒國立臺北大學傑出校友。